# District de Mentougou
Le district de Mentougou (门头沟区 ; pinyin : Méntóugōu Qū) est une subdivision de l'ouest de la municipalité de Pékin en Chine.
Le district de Mentougou recouvre une superficie de 1 321 km2. Le terrain montagneux occupe 93 % de cette superficie.
Le district était exclusivement rural jusqu'au début des années 1990 et de nombreuses zones restent aujourd'hui très rurales. Le 6e périphérique de la ville de Pékin traverse l'est du district, qui est la partie la plus urbanisée.

## Divisions administratives
Le district de Mentougou est lui-même divisé en 4 sous-districts et 9 bourgs.
Sous-districts :
- Sous-district de Dayu (大峪街道), sous-district de Chengzi (城子街道), sous-district de Dongxinfang (东辛房街道), sous-district de Datai (大台街道)

Bourgs :
- Bourg de Wangping (王平地区)[2], bourg de Tanzhesi (潭柘寺镇), bourg de Yongding (永定镇), bourg de Longquan (龙泉镇), bourg de Junzhuang (军庄镇), bourg de Yanchi (雁翅镇), bourg de Zhaitang (斋堂镇), bourg de Qingshui (清水镇), bourg de Miaofengshan (妙峰山镇)